# Cerdão
Cerdão (ou Cerdo) foi um gnóstico siríaco considerador herético pela Igreja antiga por volta de 138 d.C., no tempo do Papa Higino.

## Vida e obras
Cerdão começou como um seguidor de Simão Mago. Ele ensinou na mesma época que Valentim e foi um predecessor de Marcião. De acordo com Ireneu (Adv. I.27), ele foi contemporâneo de Higino e morava em Roma como um membro proeminente da comunidade cristão até sua expulsão.
Segundo Tertuliano, ele ensinava que havia dois deuses, um que demandava obediência e outro que era bom e piedoso. De acordo com Cerdo, o primeiro era o deus do Antigo Testamento, que criou o mundo. Ele também dizia que o outro era superior a ele, mas só tinha se tornado conhecido pela humanidade por causa de seu filho, Jesus. Como gnósticos posteriores, ele também era docetista e também rejeitava a ressurreição dos mortos (só a alma é que ressucitaria).